# Andy Sergeant
Andy Sergeant (Deinze, 30 januari 1988) is een Vlaams zanger, pianist, componist en producent.

## Carrière
Andy Sergeant begon in 2006 samen met Thomas Hendriks het duo A.T.P. De Nederlandse dj en producer Armin Van Buuren koos het nummer 'Driftations' als Tune of the Week in zijn wekelijks radioprogramma A State of Trance. Onder hun alias Casaya maakte het tweetal daarnaast ook hardstyle. Het nummer 'Endless Desires' zorgde in 2007 voor een top 10-notering in de Vlaamse Ultratop Dance.
In de zomer van 2009 stond Andy tweemaal op het podium van het VTM-programma Hit the Road als pianist van zanger Niels Destadsbader. Hierna werd hij de vaste pianist van Niels Destadsbader en werkte hij als componist samen met Niels aan eigen songs. Daarnaast werd hij ook vaste pianist in de liveband van Arne Vanhaecke, die die periode aan de slag was als presentator van VTM Kazoom.
Andy Sergeant was in maart 2011 een van de vier finalisten tijdens een wedstrijd op de Belgische radiozender MNM. Presentator Peter Van De Veire zocht de beste vertolking van het Gorki-nummer 'Mia'. In datzelfde jaar schreef Sergeant ook samen met Niels Destadsbader de begingeneriek voor de VRT/Ketnet-serie De elfenheuvel, een serie die liep van 2011 tot 2013.
In 2014 koos Andy voor een solocarrière. In februari verscheen de eerste single 'Taking Control', de voorbode van het album 'What I Want' dat in april uitkwam. Sergeant schreef zelf alle nummers van het album, en liet zich in de studio omringen door Vincent Pierins, Herman Cambré en Tom Lodewijckx. Als zomersingle in 2014 kiest Sergeant voor 'Moving Out'. Later dat jaar kondigde Sergeant aan dat hij een theatertournee zal doen in de winter van 2014 met als titel 'Wintertime Music'. Hierin bracht hij de warmste popmuziek voor de koudste maanden van het jaar.
Sindsdien laat Andy zich omringen door zijn eigen live band waarmee hij optreedt in Nederland. Op dit moment tourt hij met eigen materiaal tijdens 'The Originals', een formule waarbij Andy uitsluitend zelfgeschreven nummers brengt in vernieuwende, unplugged versies.
In 2016 richtte Andy ‘Momenten’ op. Een concept waarbij zangers-pianisten live muziek brengen tijdens huwelijksceremonies, recepties, uitvaarten of andere feestjes. Op dit moment bestaat Momenten uit een team van professionele zangers-pianisten.
In 2018 bracht Andy een theatervoorstelling onder de naam 'To Love And Back', waarin hij twee uur lang de geneugten en valkuilen van relaties naar voor bracht, zichzelf begeleidend op piano en aangevuld met innemende projecties.
Exact 5 jaar na het verschijnen van zijn eerste single 'Taking Control', brengt hij op 14 februari 2019 een vernieuwde versie van dit nummer uit, als voorloper van zijn 'The Originals'-tour.
Daarnaast is Andy ook oprichter en zaakvoerder van Double Eight, een entertainmentbedrijf. Double Eight is een one-stop-shop voor mensen die een muzikale vraag hebben. Artiesten (zowel beginnend als professioneel) kunnen aankloppen bij Double Eight voor coaching, songwriting, muziekproducties en artist branding. Maar ook organisatoren vinden bij Double Eight steeds een antwoord op de vraag naar muzikale live acts.

## Discografie
Singles
- 2014 - Taking Control (A. Sergeant)
- 2014 - What I Want (A. Sergeant)
- 2014 - Moving Out (A. Sergeant)
- 2014 - Scars (A. Sergeant)
- 2019 - Taking Control (the originals) (A. Sergeant - J. Braet)
- 2022 - Until The Battle Is Over (the originals) (A. Sergeant - J. Braet)
- 2022 - Until The Battle Is Over (A. Sergeant - J. Braet)
- 2023 - Mark On Me (A. Sergeant - J. Braet)
- 2023 - Made For Us (A. Sergeant - J. Braet)
- 2024 - The Dark Side (A. Sergeant - J. Braet)

Album
- 2014 - What I Want

## Songwriter / Producer
Singles
- 2007 - A.T.P – Driftations (T. Hendriks – A. Sergeant)
- 2007 - DJ W4cko & Casaya - Endless Desires (T. Hendriks - W. Huyge - A. Sergeant)
- 2008 - Casaya & Cartesis – Can’t Believe This (T. Hendriks – A. Sergeant – G. Verdickt)
- 2010 - A.T.P feat Cartesis – New Day (T. Hendriks – A. Sergeant – G. Verdickt - J. Vervloet)
- 2011 - Niels Destadsbader - Vrij (N. Destadsbader - P. Depoot - A. Sergeant)
- 2011 - Niels Destadsbader - Vannacht (N. Destadsbader - P. Depoot - A. Sergeant)
- 2011 - Niels Destadsbader - Hou Je Me Vast (N. Destadsbader - P. Depoot - A. Sergeant)
- 2012 - Niels Destadsbader - Helemaal Weg Van Jou (N. Destadsbader - A. Sergeant)
- 2012 - Bram Bierkens - De Zomer Komt Er Aan (U. Mechels - A. Sergeant)
- 2013 - BlitZ - Rakketak Boem Boem (P. Beheydt - J. Declerck - J. De Clercq - A. Sergeant)
- 2013 - Fabian Feyaerts - Ondersteboven (C. Vrancken - A. Sergeant)
- 2013 - BlitZ - Jij Wordt Koning (P. Beheydt - J. Declerck - J. Braet - A. Sergeant)
- 2014 - Andy Sergeant - Taking Control (A. Sergeant)
- 2014 - Andy Sergeant - What I Want (A. Sergeant)
- 2014 - Andy Sergeant - Moving Out (A. Sergeant)
- 2014 - Andy Sergeant - Scars (A. Sergeant)
- 2015 - Romina - Living (J. Braet - A. Sergeant)
- 2015 - Gilles Simoens - Meisje Van De Markt (J. Braet - A. Sergeant)
- 2016 - Mathiz - Kleine Kunstenaar (Mathiz - A. Sergeant)
- 2016 - Niels Destadsbader - Het Licht Gaat Uit (N. Destadsbader - P. Depoot - A. Sergeant)
- 2016 - Niels Destadsbader - Onderweg Naar Jou (N. Destadsbader - A. Sergeant)
- 2018 - Glen Van Parys - Morgen (J. Braet - A. Sergeant)
- 2018 - Coco Jr. - Het Licht Blijft Aan (N. Destadsbader - P. Depoot - A. Sergeant)
- 2018 - K’s Choice - Catch Me When I Fall (S. Bettens - N. Destadsbader - P. Depoot - A. Sergeant)
- 2019 - Andy Sergeant - Taking Control (the originals) (A. Sergeant - J. Braet)
- 2021 - Glen Van Parys - Neem Mijn Hand (J. Braet - A. Sergeant)
- 2022 - TRINXX - Dare To Be Different (J. Braet - A. Sergeant)
- 2022 - Until The Battle Is Over (the originals) (A. Sergeant - J. Braet)
- 2022 - Until The Battle Is Over (A. Sergeant - J. Braet)
- 2023 - Mark On Me (A. Sergeant - J. Braet)
- 2023 - Made For Us (A. Sergeant - J. Braet)
- 2024 - The Dark Side (A. Sergeant - J. Braet)

Album
- 2012 - BlitZ - Hitz!
- 2014 - BlitZ - Wakabamba
- 2014 - Andy Sergeant - What I Want

Tv-melodie
- 2011-2013 - begingeneriek De elfenheuvel (VRT/Ketnet)